# Fradizela
Fradizela é uma povoação portuguesa sede da Freguesia de Fradizela do Município de Mirandela, freguesia com 13,46 km² de área e 185 habitantes (censo de 2021), tendo, por isso, uma densidade populacional de 13,7 hab./km².

## Demografia
A população registada nos censos foi:
| Distribuição da População por Grupos Etários | Distribuição da População por Grupos Etários | Distribuição da População por Grupos Etários | Distribuição da População por Grupos Etários | Distribuição da População por Grupos Etários |
| -------------------------------------------- | -------------------------------------------- | -------------------------------------------- | -------------------------------------------- | -------------------------------------------- |
| Ano                                          | 0-14 Anos                                    | 15-24 Anos                                   | 25-64 Anos                                   | > 65 Anos                                    |
| 2001                                         | 31                                           | 18                                           | 145                                          | 106                                          |
| 2011                                         | 14                                           | 19                                           | 82                                           | 119                                          |
| 2021                                         | 4                                            | 8                                            | 64                                           | 109                                          |

## Povoações
- Fradizela
- Ribeirinha